# Literatura carcelaria

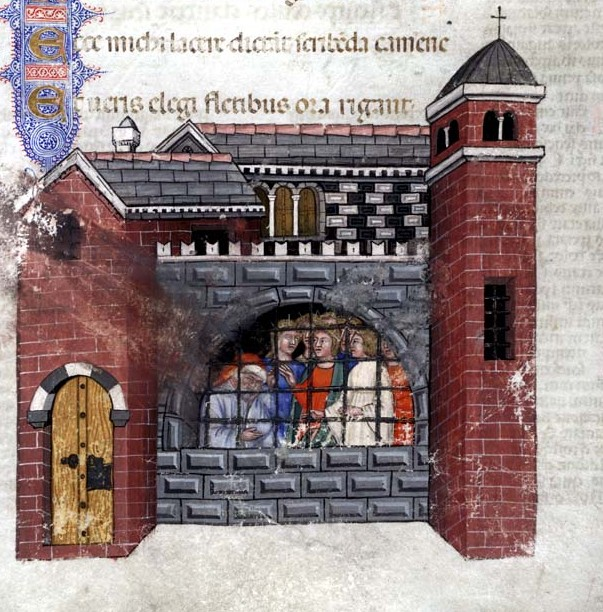
Boecio encarcelado escribió La consolación de la filosofía en el 524 d. C. (imagen de un manuscrito de 1385).

La literatura carcelaria es un género literario que se caracteriza por la literatura que se escribe mientras el autor está confinado en un lugar contra su voluntad, como una prisión, cárcel o arresto domiciliario. La literatura puede ser sobre la prisión, informada por ella, o simplemente escrita coincidentemente mientras estaba en prisión. Podría ser un libro de memorias, no ficción o ficción.

## Ejemplos notables de literatura carcelaria
La Consolación de la filosofía de Boecio (524 d. C.) ha sido descrita como "con mucho el ejemplo más interesante de literatura carcelaria que el mundo haya visto jamás".
Marco Polo encontró tiempo para dictar un relato detallado de sus viajes a China, Los viajes de Marco Polo, a un compañero de prisión (Rustichello de Pisa) mientras estuvo encarcelado en Génova entre 1298 y 1299. Dante Alighieri escribió la Divina comedia en el exilio, lejos de su amada ciudad natal de Florencia, a la que no se le permitió volver a entrar después de 1301.
Martín Lutero tradujo el Nuevo Testamento del griego koiné al alemán y también escribió Contra Latomus y varios otros textos, mientras se escondía, con una identidad asumida, del papa en el castillo de Wartburg entre 1521 y 1522.
Miguel de Cervantes estuvo cautivo por piratas berberiscos como galeote en Argel entre 1575 y 1580, y de esta experiencia se inspiró para su novela Don Quijote. Cervantes comenzó a redactarlo mientras estaba en la cárcel.
Sir Walter Raleigh compiló su Historia del mundo, Volumen 1 en una cámara de prisión en la Torre de Londres entre 1603 y 1612. Hugo Grocio escribió su comentario sobre San Mateo mientras estaba en prisión (1618–21), del cual escapó mientras estaba escondido en un cofre de libros. Fue mientras Galileo Galilei estaba bajo arresto domiciliario cuando dedicó su tiempo a una de sus mejores obras, Dos nuevas ciencias.
Raimondo Montecuccoli escribió sus aforismos sobre el arte de la guerra en una prisión de Stettin (c. 1639-1641). John Bunyan escribió El progreso del peregrino (1678) mientras estaba en la cárcel. El marqués de Sade escribió prolíficamente durante un período de 11 años en la Bastilla, produciendo 11 novelas, 16 novelas, dos volúmenes de ensayos, un diario y 20 obras de teatro. Napoleón Bonaparte dictó sus memorias mientras estaba encarcelado en la isla de Santa Elena; se convertiría en uno de los más vendidos del siglo XIX. Fiódor Dostoyevski pasó cuatro años de trabajos forzados en un campo de prisioneros de Siberia por ser miembro de un grupo intelectual liberal del que produjo la novela autobiográfica Recuerdos de la casa de los muertos; fue uno de los primeros libros en informar a los rusos sobre la vida dentro de un campo de trabajo en el exilio. O. Henry (William Sidney Porter) escribió 14 historias mientras estaba en prisión por malversación de fondos entre 1898 y 1901, y fue durante este tiempo que su seudónimo "O. Henry" comenzó a pegarse. Oscar Wilde escribió el ensayo filosófico De Profundis mientras estaba en la cárcel de Reading acusado de "actos antinaturales" e "indecencia grave" con otros hombres. El activista independentista indio Bal Gangadhar Tilak, escribió el Gita Rahasya, un análisis del Karma yoga, mientras estaba en prisión en Mandalay, Birmania. La novela autobiográfica de E. E. Cummings de 1922 The Enormous Room fue escrita mientras estaba encarcelado por los franceses durante la Primera Guerra Mundial bajo los cargos de expresar sentimientos contra la guerra en cartas privadas a casa. Adolf Hitler escribió su libro de ideología política y autobiográfica Mein Kampf mientras estaba encarcelado después del Beer Hall Putsch en noviembre de 1923. El teórico marxista italiano Antonio Gramsci escribió gran parte de su trabajo mientras estaba encarcelado por el gobierno fascista de Mussolini durante la década de 1930; esto se publicó más tarde como Cuadernos de la cárcel y contenía su influyente teoría de la hegemonía cultural. Jawaharlal Nehru escribió las cartas que luego se publicaron como Glimpses of World History mientras estaba en prisión entre 1930 y 1933.
Fernand Braudel escribió El Mediterráneo y el mundo mediterráneo en la época de Felipe II mientras estaba detenido en un campo de prisioneros de guerra cerca de Lübeck, Alemania, hasta el final de la Segunda Guerra Mundial.
César Vallejo escribió Trilce durante su estancia en la prisión de Trujillo (Perú). Es uno de los libros de poesía más radicales de la lengua castellana. La publicó ya fuera de la cárcel en el año 1922 en Lima.
En 1942 Jean Genet escribió su primera novela Santa María de las Flores mientras estaba en prisión cerca de París, garabateada en trozos de papel. Dietrich Bonhoeffer escribió Cartas y artículos desde la prisión mientras estaba en la prisión de Tegel en 1943. El autor nigeriano Ken Saro-Wiwa fue ejecutado mientras estaba en prisión y escribió Sozaboy, sobre un joven soldado ingenuo encarcelado.
El autor iraní Mahmoud Dowlatabadi escribió el Missing Soluch de 500 páginas mientras estaba encarcelado sin lápiz ni papel, completamente en su cabeza, y luego lo copió dentro de los 70 días posteriores a su liberación. Albert Speer escribió sus dos memorias Inside the Third Reich y Spandau: The Secret Diaries mientras estaba encarcelado en la prisión de Spandau.
Aleksandr Solzhenitsyn escribió algunos de sus escritos mientras estaba encarcelado por la Unión Soviética. Ganó el Premio Nobel en 1970. Carta desde la cárcel de Birmingham es una carta abierta de Martin Luther King Jr escrita en 1963 desde la cárcel de la ciudad, Birmingham, Alabama. Soul on Ice es una colección de memorias y ensayos de Eldridge Cleaver, escrita en la prisión estatal de Folsom en 1965. Behrouz Boochani escribió No Friend But the Mountains (2018) utilizando un teléfono móvil para enviar miles de mensajes de texto durante su encarcelamiento por el australiano gobierno en la isla de Manus.
Varios textos poscoloniales se basan en las experiencias del autor en prisión. El libro de poesía Kalakuta Republic del autor nigeriano Chris Abani se basa en sus experiencias en prisión. Pramoedya Ananta Toer escribió el Cuarteto Buru mientras estaba en prisión en Indonesia. El diario de la prisión del autor keniano Ngũgĩ wa Thiong'o titulado Detenido: Diario de un prisionero se publicó en 1981. Un largo camino hacia la libertad (1994) de Nelson Mandela trata sobre sus 28 años de prisión, de los que fue liberado en 1990.
Algunos ejemplos de escritoras carcelarias son Madame Roland (París, 1793), Krystyna Wituska (Berlín, 1942-44), Nawal El Saadawi (Egipto, 1981), Joan Henry (Inglaterra, 1951), Caesarina Kona Makhoere (Sudáfrica, 1976). -82), Vera Figner (Rusia, 1883-1904), Béatrice Saubin (Malasia, 1992-90), Precious Bedell (Nueva York, 1980-99) y Lady Constance Bulwer-Lytton (Inglaterra, 1910) .